# Косовський Василь Сергійович
Василь Сергійович Косовський (2001—2023) — старший солдат Збройних сил України, учасник російсько-української війни, що відзначився у ході російського вторгнення в Україну. Герой України (2024, посмертно).

## Життєпис
Народився 16 січня 2001 в с. Хухра Охтирського району Сумської області у сім'ї, в якій було десятеро дітей. Закінчив Охтирський професійний ліцей, де здобув професію тракториста-машиніста. Згодом мешкав у м. Тростянець Сумської області.
З початком російського вторгнення в Україну, з липня 2022 пішов служити в 58-му окрему мотопіхотну бригаду. Був старшим стрільцем. Після навчання у Великій Британії брав участь у захисті Запорізької, Харківської, Луганської та Донецької областей.
Загинув 16 березня 2023 під час виконання бойового завдання від кулі снайпера біля с. Серебрянка Бахмутського району Донецької області у віці 22 років.
Похований у с. Хухра Охтирського району Сумської області.

## Нагороди
- Звання Герой України з удостоєнням ордена «Золота Зірка» (6 травня 2024, посмертно) — за особисту мужність і героїзм, виявлені у захисті державного суверенітету та територіальної цілісності України, самовіддане служіння Українському народові[3].

## Вшанування
Одна з вулиць Тростянця названа на честь Василя Косовського.